# Fernando Omar Zuloaga
Fernando Omar Zuloaga, född 9 augusti 1951, är en argentinsk biolog och professor vid Universidad Nacional de La Plata.
Auktorsnamnet Zuloaga kan användas för Fernando Omar Zuloaga i samband med ett vetenskapligt namn inom botaniken; se Wikipediaartiklar som länkar till auktorsnamnet.